# Чобану, Виктор
Виктор Михайлович Чобану (род. 18 декабря 1984) — председатель Христианско-демократической народной партии (с 21 февраля 2011 года).

## Биография
Родился в селе Пырлица Унгенского района 18 декабря 1984 года. В этом же поселке проучился 9 классов, после чего поступил в Унгенский лицей имени Василия Александри. Продолжил учёбу в Техническом университете РМ по специальности «Экономика и менеджмент в пищевой промышленности». В 2010 году окончил юридический факультет.

## Политическая карьера
В 2002 году вступил в ХДНП, стал активно принимать участие в акциях протеста против тогдашнего правительства РМ.
С 2005 — по 2007 год являлся генеральным секретарём молодёжной организации ХДНП.
В 2007 году Виктор Чобану стал председателем молодёжной организации, в 2009 году вице-председателем ХДНП.
21 февраля 2011 года был избран председателем Христианско-демократической народной партии.